# Estadi Internacional de Yokohama
L'Estadi Internacional de Yokohama (en japonés: 横浜国際総合競技場; Yokohama Kokusai Sougou Kyougijou), també anomenat Estadi Nissan per motius publicitaris, és un estadi multifuncional ubicat en la ciutat portuària de Yokohama, capital de la Prefectura de Kanagawa, al Japó. Té capacitat per a rebre 73.237 espectadors. És l'estadi on juga de local el Yokohama Marinos, en la J-League i seu habitual de la selecció japonesa. És un dels estadis on es va disputar la Copa del Món de futbol 2002 i serà seu de la Copa del Món de Rugbi de 2019.

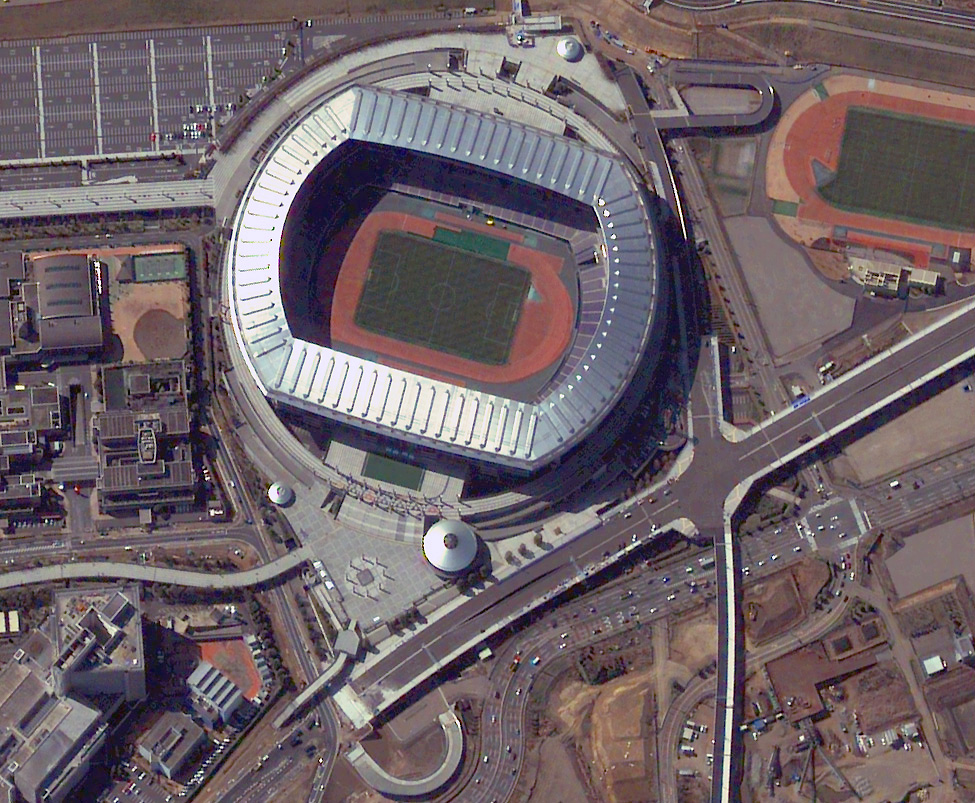
Vista aèria del Nissan Stadium

## Història
El primer gan torneig que va organitzar va ser la Copa Confederacions 2001, on va disputar una semifinal i la final, on la França va superar el Japó per 0-1.
L'Estadi Internacional de Yokohama va ser tres partits de la primera fase de la Copa del Món de Futbol 2002 i la final entre Alemanya i Brasil, jugada el 30 de juny de 2002 i que acabà amb victòria brasilera per 0-2.
Malgrat que el Japó ja era seu de la final de la Copa Intercontinental de futbol des de 1980, les tres darreres edicions (entre 2002 i 2004) es van disputar a Yokohama.
Des de l'1 de març de 2005, s'anomena Nissan Stadium (en japonés: 日産スタジアム Nissan Sutajiamu), per ser propietat de l'empresa automobilística Nissan Motors.
En 2005 va ser seu per primer cop del Campionat del Món de Clubs de futbol. Per a aquest torneig, l'estadi recupera el nom d’Estadi Internacional de Yokohama, ja que la FIFA no permet publicitat en el nom dels estadis. Ha estat seu de les finals de 2005, 2006, 2007, 2008, 2011 i 2012 i també ho serà en 2015.
En 2019 serà una de les seus de la Copa de Món i un any després es desenvolupara part de la competició futbolística dels Jocs Olímpics d'Estiu de 2020.